# Кава (Тверская область)
Кава (карел. Kavi) — деревня в Лихославльском районе Тверской области, административный центр Кавского сельского поселения.

## География
Деревня расположена на берегу речки Кава в 4 км на северо-восток от районного центра Лихославля.

## История
Даты основания первых двух деревянных церквей в селе неизвестны. Третья деревянная Никольская церковь на том же месте была построена в 1729 году. Перед нею церковь сгорела, на месте сгоревшей церкви был найден образ святителя Николая. На обратной стороне образа имелись обгоревшие пятна, прихожане-карелы имели большое почтение к этому образу. В XIX веке в селе было две церкви: Вознесенская каменная церковь построена в 1857 году с тремя престолами: Вознесения Господня, святителя Николая, преподобного Ефрема Новоторжского, вторая деревянная Покровская церковь построена в 1866 году. Были построены каменные сторожка, приходская школа и кладовая. В 1937 году каменная Вознесенская церковь была взорвана, а деревянная церковь Покрова Пресвятой Богородицы сначала была пpиспособлена под школу, а потом превращена в колхозный склад и столярную мастерскую.
В конце XIX — начале XX века село входило в состав Кузовинской волости Новоторжского уезда Тверской губернии. 
С 1929 года деревня являлась центром Кавского сельсовета Лихославльского района Тверского округа Московской области, с 1935 года — в составе Калининской области, с 1994 года — центр Кавского сельского округа, с 2005 года — центр Кавского сельского поселения.

## Население
| 1859 | 1884 | 1997 | 2002 | 2010 |
| ---- | ---- | ---- | ---- | ---- |
| 268  | ↘239 | ↗260 | ↘256 | ↗258 |

## Инфраструктура
В деревне имеются дом культуры, отделение почтовой связи, ранее имелся фельдшерско-акушерский пункт, однако, он перестал работать в 2021 году после увольнения фельдшера